# Lyda Zamora
Lyda Zamora Delgado (Bucaramanga; 23 de marzo de 1945), más conocida artísticamente como Lyda Zamora es una actriz, cantante y presentadora de televisión colombiana, activa entre las décadas de 1960 y 1980.

## Carrera
Zamora nació en la ciudad de Bucaramanga, Santander. En la década de 1960 empezó a desempeñarse como actriz y cantante, apareciendo principalmente en producciones cinematográficas como Chambú, Tres cuentos colombianos, Semáforo en rojo, Cada voz lleva su angustia, El secreto de las esmeraldas y Una herencia es Cartagena. También participó en la telenovela Dos rostros, una vida, de 1968, y fue una de las cantantes recurrentes en los populares programas musicales Espectaculares JES y El show de las estrellas, además de aparecer en la programación del canal privado Teletigre.

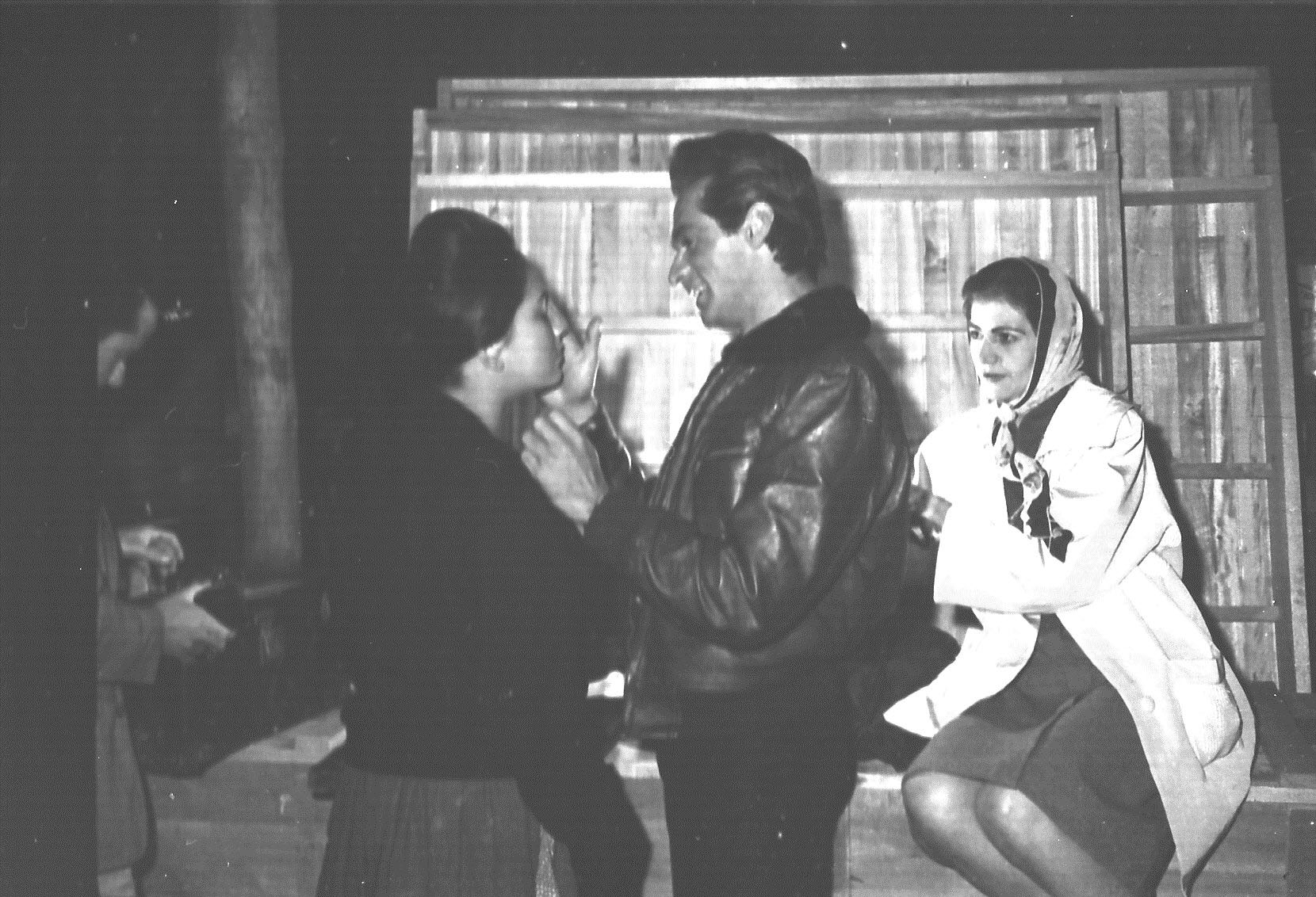
Zamora (izquierda) y Antonio Urrea en la película Chambú.

En la década de 1970 figuró en producciones como Préstame tu marido, Esposos en vacaciones, La vorágine, La sombra de un pecado, Embrujo verde y Ángel negro. En los años 1980 se le recuerda principalmente por su aparición en las telenovelas Heroínas y El faraón, de 1984. Un año después se mudó con su familia a Alemania, país donde finalmente se radicó, desapareciendo de los medios colombianos.

## Filmografía seleccionada
- 1961 - Chambú
- 1962 - Tres cuentos colombianos
- 1964 - Semáforo en rojo
- 1965 - Cada voz lleva su angustia
- 1966 - El secreto de las esmeraldas
- 1968 - Una herencia es Cartagena
- 1968 - Dos rostros, una vida
- 1970 - La sombra de un pecado
- 1973 - Préstame tu marido
- 1975 - La vorágine
- 1977 - Esposos en vacaciones
- 1977 - Embrujo verde
- 1978 - Ángel negro
- 1981 - Amenaza nuclear
- 1984 - Heroínas
- 1984 - El Faraón